# Ancistrocerus renimacula
Ancistrocerus renimacula är en stekelart som beskrevs av Amédée Louis Michel Lepeletier 1841. Ancistrocerus renimacula ingår i släktet murargetingar, och familjen Eumenidae. Inga underarter finns listade i Catalogue of Life.